# گمینا سترومینگ
گمینا سترومینگ (به لهستانی:  Gmina Strumień) یک گمینا در لهستان است که در شهرستان چیشن واقع شده‌است. گمینا سترومینگ ۵۸٫۴ کیلومتر مربع مساحت و ۱۲٬۱۷۳ نفر جمعیت دارد.